# 垂水インターチェンジ
垂水インターチェンジ（たるみインターチェンジ）は、兵庫県神戸市垂水区名谷町にある神戸淡路鳴門自動車道のインターチェンジである。
神戸淡路鳴門自動車道の本州四国連絡高速道路による事業区間の本州側起点であり、四国・淡路島方向の出入口のみのハーフICとなっている。

## 歴史
- 1998年（平成10年）4月5日：神戸西IC - 津名一宮IC間開通に伴い、供用開始[1]。

## 接続する道路
- 直接接続
  - 兵庫県道488号長坂垂水線

## 料金所
- 垂水JCTを参照

## 隣
神戸淡路鳴門自動車道
(3)垂水JCT/IC - 舞子BS - (4)淡路IC/BS/SA/淡路北スマートIC